# 27 июня
27 июня — 178-й день года (179-й в високосные годы) по григорианскому календарю.
До конца года остаётся 187 дней.
До 15 октября 1582 года — 27 июня по юлианскому календарю, с 15 октября 1582 года — 27 июня по григорианскому календарю.
В XX и XXI веках соответствует 14 июня по юлианскому календарю.

## Праздники и памятные дни
См. также: Категория:Праздники 27 июня

### Международные
- Всемирный день рыболовства (1985)
- ООН — День микро-, малых и средних предприятий[2] (2017)

### Национальные
- Джибути — День независимости (1977)
- Никарагуа — День никарагуанского сопротивления, мира, свободы, единства и национального примирения[3]
- Таджикистан — День национального единства (1998)
- Узбекистан — День работников печати (1993)
- Чехия — День памяти жертв коммунистического режима в Чехии
- Южная Осетия[4] — День молодёжи
- Канада — День гимна[5] (1880)
- Туркменистан — День работников культуры и искусства, а также поэзии Махтумкули Фраги (2009)

### Религиозные
Православие
- Собор Дивеевских святых
- память пророка Елисея (IX в. до н. э.)
- память святителя Мефодия, патриарха Константинопольского (847)
- память благоверного князя Мстислава, во Святом Крещении Георгия, Храброго, Новгородского (1180)
- память преподобного Мефодия, игумена Пешношского (XIV)
- память преподобного Елисея Сумского (XV—XVI)
- память священномученика Иосифа Сикова, пресвитера (1918)
- память священномучеников Александра Парусникова, Павла Иванова, пресвитеров, Николая Запольского, диакона (1938)
- обре́тение мощей священномученика Владимира (Богоявленского), митрополита Киевского (1992)

### Именины
- Александр, Владимир, Георгий, Елисей, Иосиф, Мефодий, Мстислав, Николай, Нифонт, Павел, Улита.

## События
См. также: Категория:События 27 июня

### До XIX век
- 363 — в Римской империи императором провозглашён Иовиан, восстановивший урезанные при его предшественнике права христианства.
- 1556 — тринадцать человек сожжены недалеко от Лондона за протестантскую веру.
- 1754 — российская императрица Елизавета Петровна утвердила проект Зимнего дворца в Петербурге, представленный итальянским архитектором Бартоломео Растрелли. Строительство завершено в 1762 году.

### XIX век
- 1844 — в тюрьме Карфагена (Иллинойс, США) убили основателя церкви мормонов Дж. Смита.
- 1862 — Сражение при Геинс-Милл, третье из семи сражений Семидневной битвы.
- 1864 — Сражение у горы Кеннесо, одно из сражений Атлантской кампании.
- 1869 — Японская империя ликвидировала республику Эдзо.
- 1865 — учреждено Министерство путей сообщения России.

### XX век
- 1905 — началось восстание на броненосце «Потёмкин».
- 1910
  - III Государственная дума приняла Столыпинское аграрное законодательство.
  - В Петербурге открыт памятник Петру I на Адмиралтейской набережной (скульптор Л. А. Бернштам), известный как Царь-плотник.
- 1929
  - Советское правительство постановило всех заключённых со сроком больше трёх лет перевести из тюрем в трудовые лагеря.
  - В Турции президент Мустафа Кемаль начал борьбу с коммунистической пропагандой.
  - В нью-йоркских лабораториях Белла была продемонстрирована система передачи полноцветного телеизображения.
- 1930 — основана авиакомпания «Канадские международные авиалинии»[источник не указан 380 дней][значимость факта?].
- 1931 — в США изобретатель Игорь Сикорский подал патентную заявку на вариант одновинтового вертолёта с небольшим рулевым винтом[8][9].
- 1932 — в Сиаме провозглашена конституция.
- 1936 — ЦИК и СНК СССР приняли постановление о запрещении абортов. Отменено в ноябре 1955 года.
- 1941
  - Венгрия объявила войну СССР.
  - На заводе имени Коминтерна в Воронеже собраны первые две боевых пусковых реактивных установки БМ-13, известных под именем «Катюша»[10].
- 1945 — И. В. Сталину присвоено звание Генералиссимус Советского Союза.
- 1946 — на совещании министров иностранных дел США, Великобритании, Франции и СССР принято решение о передаче Греции Додеканесских островов, на тот момент входивших в состав Италии. Часть территории Северной Италии передана Франции.
- 1964 — в Вашингтоне открыт памятник Тарасу Шевченко.
- 1967 — в Энфилде (боро Лондона) установлен первый в мире банкомат по выдаче наличных денег.
- 1968
  - В чехословацкой «Литературной газете» появился документ, получивший название «Две тысячи слов» и подписанный представителями всех слоёв чехословацкого общества, с призывом к более быстрому переходу к реальной демократии. Это воззвание стало кульминационным пунктом «Пражской весны».
  - В Ленинграде по инициативе выпускников впервые прошёл праздник «Алые паруса».
- 1978 — запуск советского пилотируемого космического корабля «Союз-30».
- 1980 — над Тирренским морем взорвался итальянский самолёт Douglas DC-9. Погиб 81 человек.
- 1981 — принята Конституция Народной Республики Кампучия.
- 1983 — запуск советского пилотируемого космического корабля «Союз Т-9».
- 1984 — финал чемпионата Европы по футболу 1984: в Париже сборная Франции обыграла сборную Испании со счётом 2:0.
- 1986 — международный суд в Гааге вынес решение о нарушении Соединёнными Штатами международного права и суверенитета Никарагуа за оказание помощи никарагуанским контрас.
- 1988 — столкновение двух пригородных поездов на Лионском вокзале в Париже. Погибло 56 человек, 57 были ранены.
- 1990 — торжественная церемония разоружения никарагуанских контрас, символизирующая окончание гражданской войны в Никарагуа.
- 1997 — окончание гражданской войны в Таджикистане.

### XXI век
- 2010 — в Исландии вступил в силу закон об однополых браках, и в тот же день впервые в мире в официальный однополый брак вступила глава правительства этой страны, премьер-министр Йоханна Сигурдардоуттир.
- 2016 — из-за пожара двигателя самолёт Boeing 777-300 компании Singapore Airlines совершил аварийную посадку в аэропорту Сингапура.
- 2019 — в Нижнеангарске разбился самолёт Ан-24РВ компании Ангара, погибли 2 из 47 человек, находившихся на борту.
- 2022 — вторжение России на Украину: ракетный удар по торговому центру в Кременчуге, 19 погибших.
- 2023 ― вторжение России на Украину: ВС РФ нанесли ракетный удар по кафе в Краматорске, в результате 13 человек погибло и 64 было ранено.

## Родились
См. также: Категория:Родившиеся 27 июня

### До XIX века
- 1046 — Ласло I Святой (ум. 1095), король Венгрии (1077—1095) из династии Арпадов, причисленный к лику святых.
- 1462 — Людовик XII (ум. 1515), король Франции (1498—1515).
- 1550 — Карл IX (ум. 1574), предпоследний король Франции из династии Валуа (1560—1574).
- 1682 — Карл XII (убит в 1718), король Швеции (1697—1718).
- 1767 — Алексис Бувар (ум. 1843), французский астроном, директор Парижской обсерватории.
- 1786 — Джон Хобхаус, 1-й барон Бротон (ум. 1869), британский политик и государственный деятель.

### XIX век
- 1807 — Владимир Печерин (ум. 1885), русский поэт, мемуарист, религиозный мыслитель.
- 1827 — граф Пётр Шувалов (ум. 1889), российский военный деятель, член Госсовета.
- 1838 — Петер Пауль Маузер (ум. 1914), немецкий конструктор-оружейник, младший из братьев.
- 1850 — Лафкадио Херн (ум. 1904), ирландско-американский писатель, переводчик, востоковед.
- 1869
  - Эмма Гольдман (ум. 1940), американская анархистка российского происхождения.
  - Ханс Шпеман (ум. 1941), немецкий эмбриолог, лауреат Нобелевской премии (1935).
- 1876 — Владимир Воробьёв (ум. 1937), русский советский анатом, участвовавший в бальзамировании тела В. И. Ленина.
- 1880 — Хелен Келлер (ум. 1968), слепоглухая американская писательница, общественный деятель и преподаватель.
- 1882 — Эдуард Шпрангер (ум. 1963), немецкий философ и психолог.
- 1891 — Владимир Петляков (ум. 1942), авиаконструктор, создатель бомбардировщиков Пе-8 и Пе-2, лауреат Государственной премии СССР.
- 1893 — Тоти даль Монте (ум. 1975), итальянская оперная певица (колоратурное сопрано).
- 1896 — Маврикий Слепнёв (ум. 1965), лётчик советской авиации, 5-й Герой Советского Союза.

### XX век
- 1902 — Георг Мальмстен (ум. 1981), финский певец, композитор и актёр.
- 1909 — Евгения Мельникова (ум. 2001), актриса театра и кино, заслуженная артистка РСФСР.
- 1910 — Павел Батицкий (ум. 1984), советский военный деятель, Маршал Советского Союза, Герой Советского Союза (1965).
- 1911 — Георгий Метельский (ум. 1966), русский журналист и писатель Литвы.
- 1914 — Борис Равенских (ум. 1980), режиссёр театра, педагог, народный артист СССР.
- 1920 — Ай Эй Эл Даймонд (настоящее имя Ицек Домнич; ум. 1988), американский киносценарист.
- 1925 — Дмитрий Бисти (ум. 1990), график, народный художник РСФСР, академик АХ СССР.
- 1930
  - Тамио Коно (ум. 2016), американский тяжелоатлет, двукратный олимпийский чемпион (1952, 1956).
  - Росс Перо (ум. 2019), американский бизнесмен, филантроп, политический деятель.
- 1931 — Анатолий Ильин (ум. 2016), советский футболист, нападающий, олимпийский чемпион (1956).
- 1935 — Лоран Терзиефф (ум. 2010), французский актёр.
- 1937 — Галимзян Хусаинов (ум. 2010), советский футболист, серебряный призёр чемпионата Европы (1964).
- 1940 — Борис Хмельницкий (ум. 2008), актёр театра и кино, певец, народный артист России.
- 1941
  - Кшиштоф Кесьлёвский (ум. 1996), польский кинорежиссёр и кинодраматург.
  - Петер Краус (ум. 2024), западногерманский хоккеист (хоккей на траве), вратарь. Олимпийский чемпион (1972), чемпион Европы (1970).
- 1942 — Брюс Джонстон, американский музыкант, гитарист, вокалист и композитор рок-группы The Beach Boys.
- 1944
  - Патрик Серкю (ум. 2019), бельгийский велогонщик, олимпийский чемпион (1964).
  - Евгений Трофимов (ум. 2025), российский тренер по лёгкой атлетике в прыжках с шестом; заслуженный тренер России.
- 1946 — Семён Морозов, советский и российский актёр и кинорежиссёр.
- 1950 — Сергей Юшенков (убит в 2003), российский политик, депутат Госдумы.
- 1952
  - Богуслав Линда, польский актёр театра и кино, кинорежиссёр.
  - Ангеле Рупшене, советская баскетболистка, двукратная олимпийская чемпионка.
- 1955 — Изабель Аджани, французская актриса театра и кино, певица, обладательница 5 премий «Сезар».
- 1959 — Януш Каминский, польский кинооператор и режиссёр, дважды лауреат премии «Оскар».
- 1965 — Пабло Бенгоэчеа, уругвайский футболист, тренер.
- 1966
  - Джей Джей Абрамс, американский кинорежиссёр, продюсер, сценарист.
  - Виктор Дробыш, композитор и музыкальный продюсер, заслуженный артист России.
  - Айгар Калвитис, латвийский политический деятель, премьер-министр Латвии в 2004—2007 гг.
- 1969 — Виктор Петренко, советский и украинский фигурист, олимпийский чемпион в одиночном катании (1992).
- 1971 — Сержиньо (Сержио Клаудио дос Сантос), бразильский футболист.
- 1973 — Павел Булатников, белорусский музыкант, вокалист и перкуссионист группы «Ляпис Трубецкой».
- 1973 — Abbath, норвежский музыкант в жанре блэк-метал, бывший вокалист Immortal.
- 1974 — Таша Строгая, (наст. имя Наталья Фролова), российский художник-модельер и телеведущая.
- 1975 — Тоби Магуайр, американский актёр.
- 1977
  - Рауль Гонсалес, испанский футболист, известный по выступлению за «Реал Мадрид».
  - Ирина Тонева, российская поп-певица.
- 1983 — Алсу (при рождении Алсу Ралифовна Сафина), певица, заслуженная артистка России.
- 1984
  - Гёкхан Инлер, швейцарский футболист.
  - Хлои Кардашьян, американская телевизионная персона, бизнесвумен.
- 1985 — Нико Росберг, немецкий автогонщик, чемпион мира в классе «Формула-1».
- 1986 — Лашон Мерритт, американский легкоатлет, трёхкратный олимпийский чемпион, восьмикратный чемпион мира.
- 1987
  - Эд Вествик, британский актёр и музыкант.
  - Светлана Кузнецова, российская теннисистка, бывшая третья ракетка мира.
- 1988 — Кейт Циглер, американская пловчиха, многократная чемпионка мира.
- 1989 — Мэттью Льюис, английский актёр.
- 1991 — Херман Песселья, аргентинский футболист, чемпион мира (2022).
- 1994 — Линн Перссон, шведская биатлонистка.
- 1997 — H.E.R. (наст. имя Габриэлла Сармьенто Уилсон), американская певица.
- 1998 — Мариус Линнвик, норвежский прыгун на лыжах с трамплина, олимпийский чемпион (2022).

### XXI век
- 2003 — Ирина Сидоркова, российская автогонщица.

## Скончались
См. также: Категория:Умершие 27 июня

### До XIX века
- 1574 — Джорджо Вазари (р. 1511), итальянский архитектор, художник, писатель.
- 1725 — Кристиан Хейнекен (р. 1721), «младенец из Любека» с феноменальными способностями.

### XIX век
- 1831
  - Софи Жермен (р. 1776), французский математик и механик.
  - Константин Павлович Романов (р. 1779), великий князь, почётный член Императорской академии наук.
- 1844 — убит Джозеф Смит (р. 1805), основатель Церкви мормонов в штате Нью-Йорк.
- 1876 — Кристиан Готфрид Эренберг (р. 1795), немецкий биолог, основатель микропалеонтологии.
- 1878 — Сара Уитман (р. 1803), американская поэтесса, возлюбленная Эдгара По.

### XX век
- 1912 — погиб Николай Сапунов (р. 1880), живописец, театральный художник, один из лучших русских сценографов.
- 1937 — расстрелян Александр Ахметели (р. 1866), театральный режиссёр, народный артист Грузинской ССР.
- 1944 — погибла Вера Менчик (р. 1906), первая в истории чемпионка мира по шахматам.
- 1961
  - Мухтар Ауэзов (р. 1897), казахский писатель.
  - Ефим Честняков (р. 1874), русский художник, писатель, скульптор.
- 1977 — Сергей Лемешев (р. 1902), русский оперный певец (лирический тенор).
- 1980 — Михаил Авербах (р. 1904), режиссёр, заслуженный деятель искусств РСФСР.
- 1980 — Вальтер Дорнбергер (р. 1895), немецкий инженер, генерал-лейтенант, один из основателей тяжёлой ракетной индустрии в нацистской Германии.

### XXI век
- 2001
  - Джек Леммон (р. 1925), американский актёр и кинорежиссёр, обладатель двух «Оскаров».
  - Туве Янссон (р. 1914), финская писательница, автор книг про муми-троллей.
- 2002 — Джон Алек Энтуистл (р. 1944), бас-гитарист английской группы «The Who».
- 2015 — Борис Шилков (р. 1927), советский конькобежец, олимпийский чемпион (1956).
- 2016 — Бад Спенсер (р. 1929), итальянский актёр, сценарист, продюсер и композитор.
- 2017
  - сэр Майкл Бонд (р. 1926), английский писатель и сценарист.
  - Бауыржан Ногербек (р. 1948), казахский киновед, историк и теоретик кино, профессор искусствоведения.
- 2018 — Владимир Успенский (р. 1930), советский и российский математик, лингвист, популяризатор науки, доктор физико-математических наук, профессор МГУ.
- 2024
  - Александр Кнайфель (р. 1943), советский и российский композитор. Заслуженный деятель искусств Российской Федерации (1996).
  - Мартин Малл (р. 1943), американский актёр, комик, певец и художник.

## Приметы
День Елисея
- В этот день освящают всякую одежду, чтобы она не принесла несчастий своему владельцу[11].
- Дождь обещает ещё семь недель с дождями.